# Luís Aponte Martínez
Luís Aponte Martinez (4. august 1922 i Lajas ved Ponce – 10. april 2012) var en puertoricansk gejstlig og en af den katolske kirkes kardinaler. Han var ærkebiskop af San Juan de Puerto Rico 1964-1999 og blev kreeret til kardinal i 1973. 

## Links
- katolsk.no